# Museo nazionale ciuvascio
Il Museo Nazionale Ciuvascio è un importante centro culturale e di ricerca di Čeboksary, Ciuvascia.

## Storia
Fondato nel 1921, è ospitato in un palazzo ristrutturato nel XIX secolo. Originariamente era un museo locale, ma dopo la formazione della Repubblica autonoma è diventato il maggior museo inerente reperti naturalistici, storici, culturali e teologici di tutta la regione e dei gruppi etnici circostanti.
Nel museo, sono conservati circa 160.000 reperti, fra cui una collezione unica di lettere runiche del XVII e XVIII secolo, trascritte dall'accademico A.A. Trofimov.

## Branche
Il Museo comprende cinque branche:
A Čeboksary
- Museo Chapaev
- Museo Letterario Ivanov
- Museo Şeşpĕl Mišši

A Sespel'
- Museo Şeşpĕl' Mišši

A Chorchely
- Memoriale del cosmonauta A. Nikolaïev

Vi è anche la Società per gli studi della tradizione locale, una Associazione che fa conoscere alla popolazione gli usi e costumi della Repubblica.